# Кузнечиха (Глебовский сельский округ)
Кузнечиха — деревня в Ярославском районе Ярославской области России. 
В рамках организации местного самоуправления входит в Кузнечихинское сельское поселение; в рамках административно-территориального устройства включается в Глебовский сельский округ.

## География
Расположена к северу от города Ярославль, на реке Кондра, возле деревни Нефедницево.

## Население
| 2007 | 2010 |
| ---- | ---- |
| 26   | ↘22  |

## Инфраструктура
Личное подсобное хозяйство.

## Транспорт
Проходит автодорога 78Н-0920, с выездом на автотрассу М-8.